# Rzucanie siekierami

Rzut siekierą w zwolnionym tempie

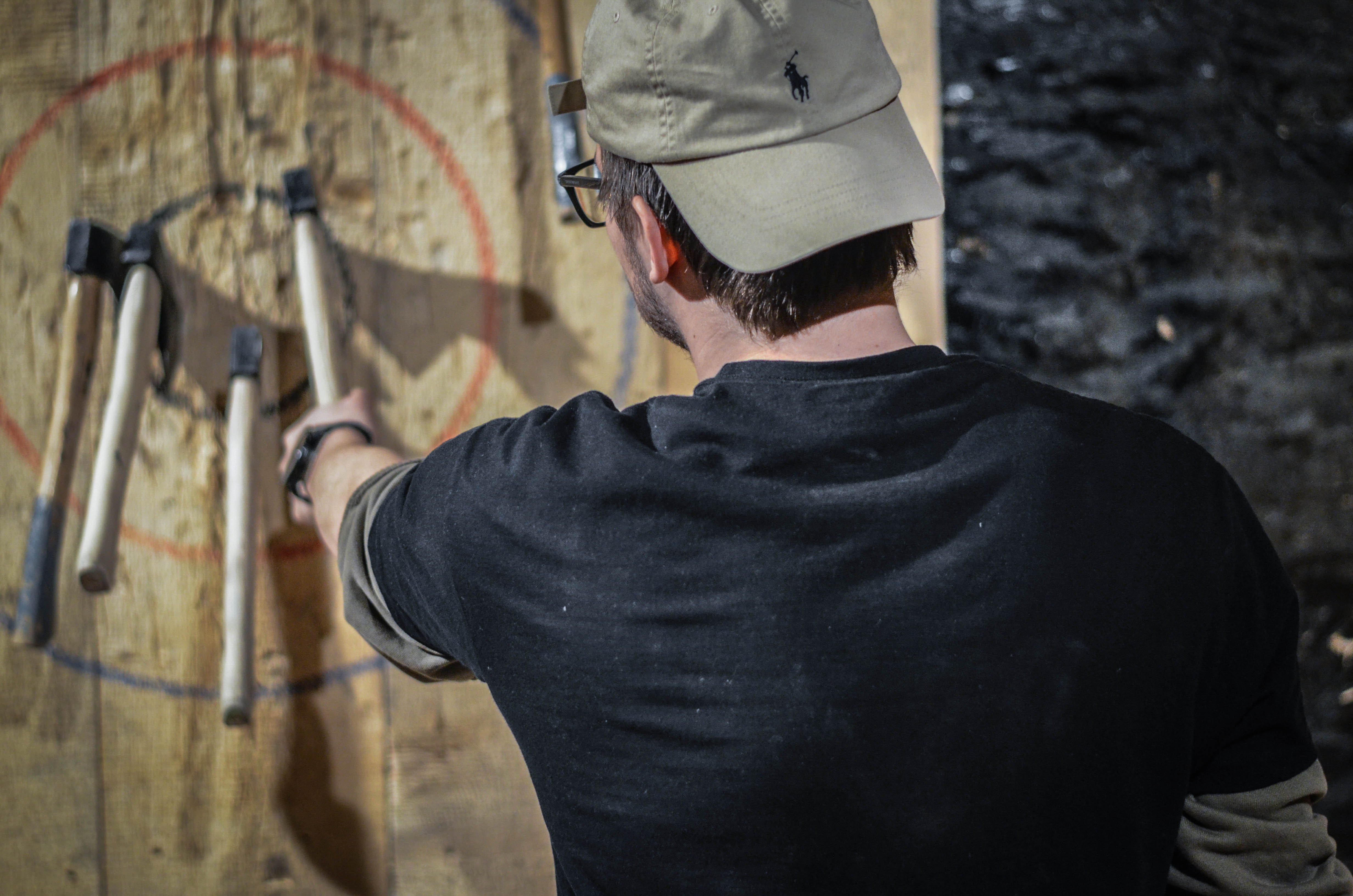
Pierwszy klub rzucania siekierami w Polsce – Axe Nation Kraków

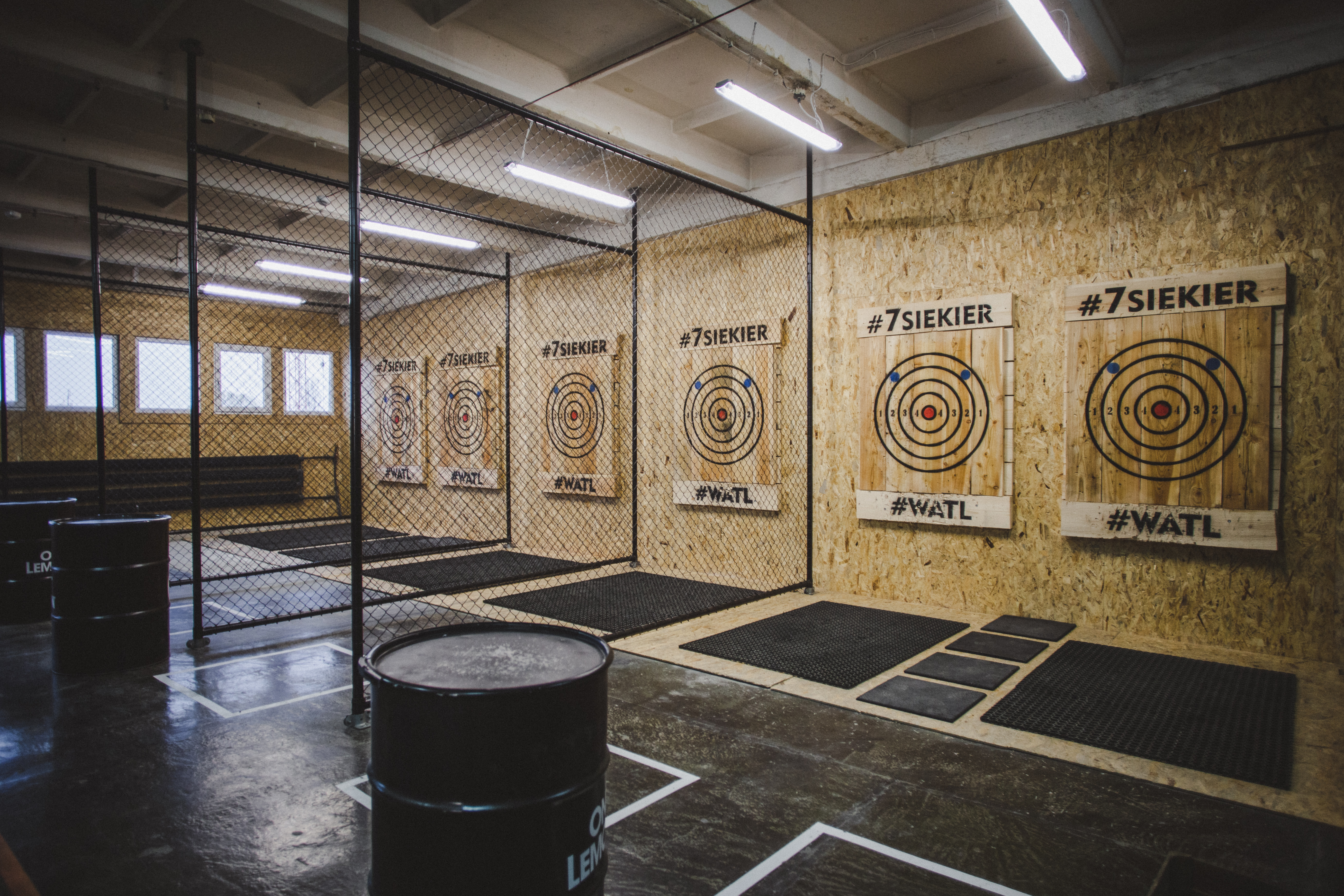
Największy klub rzucania siekierami w Polsce – 7siekier we Wrocławiu (14 tarcz)

Rzucanie siekierami – sport, który został zapoczątkowany w 2006 roku na podwórku za domem założyciela pierwszego klubu rzucania siekierami Matta Wilsona. Rzucanie siekierami to sport, w którym zawodnik rzuca siekierą w cel, starając się trafić jak najbliżej środka tarczy. Rzucanie siekierą jest także jedną z konkurencji w większości zawodów drwali. W Kanadzie, Stanach Zjednoczonych, Australii, Nowej Zelandii, Wielkiej Brytanii i Polsce istnieją specjalne kluby, w których uczestnicy mogą konkurować, podobnie jak w rzutkach. Rzucanie siekierami jest także popularne na festiwalach i w niektórych parkach rozrywki. Oprócz komercyjnych celów, czyli organizacji imprez okolicznościowych, takich jak wieczory kawalerskie, wieczory panieńskie, integracje firmowe i wiele innych, rzucanie siekierami jest dyscypliną sportową, w związku z czym organizowane są zawody ligowe. 

## Zasady
W zależności od rodzaju ligi istnieją różne tarcze i sposoby punktowania, ale ważne, aby tarcza była wykonana z drewna. W 2020 roku istnieją dwie bardzo popularne ligi: IATF (International Axe Throwing Federation, dawniej NATF) i WATL (World Axe Throwing League). Tarcza w standardzie IATF ma 4 strefy: 3 główne i 1 dodatkową – clutch. WATL ma 5 głównych stref i 1 dodatkową. Odległość linii rzutów od celu powinna wynosić około 4,5 metra, aby topór mógł się obrócić tylko raz, ale oczywiście każda liga ma swoje własne zasady dotyczące gier, odległości, tarcz, a nawet siekier. Na przykład w klasycznym meczu ligowym IATF liczy się większość ostrza wbitego w dane pole punktowe, ale w WATL wystarczy dotknąć linii, aby zdobyć punkt. Mecze obu lig przewidziane są dla indywidualnych zawodników. Powszechną zasadą jest, że rzucający nie może przekroczyć linii rzutowania, zanim topór trafi lub nie trafi w cel; rzucający, który przekroczy linię, otrzymuje 0 punktów. Przed zawodami należy udostępnić specjalny cel do rzutów próbnych. Rzucający, którzy ćwiczą na tarczy przewidzianej do zawodów zostaną zdyskwalifikowani. Istnieją również mistrzostwa w innych grach lub trikach.
Istnieją dwa główne rozmiary siekier używanych w ligach: mała (600–800 g) – dla normalnych rund i duża (1000–1500 g) – „tiebreaker”. Powyżej opisana waga dotyczy tylko ostrza. Zasady IATF pozwalają na granie tylko siekierami z drewnianą rączką, WATL nie ma żadnych ograniczeń.

## Historia
Historia rzucania siekierami prawdopodobnie jest znacznie dłuższa niż się nam wydaje i sięga czasów średniowiecznych, a nawet starożytnych. Podczas gdy w 2006 roku w Kanadzie narodziła się The Backyard Axe Throwing League (BATL), zaczynając od podwórka domu założyciela Matta Wilsona. Jest to rzucanie siekierą, które znamy obecnie i z każdym rokiem jego skala rośnie na całym świecie.
W 2020 roku w Kanadzie i USA istniały setki miejsc do rzucania siekierą. Typowy klub do rzucania siekierą w Ameryce Północnej ma co najmniej 5 tarcz, i miejsce do siedzenia, oglądania i zapisywania punktów. Istnieją również bary serwujące piwo i inne napoje lub przekąski. Sesja trwa około 1–2 godzin, a cena to około 35–50 USD za osobę przy prywatnej rezerwacji. Walk-in kosztuje 20–30 $ za osobę, ale grasz z nieznajomymi.

## Europa
W Europie pierwsze kluby do rzucania siekierą rozpoczęły działalność w 2016 roku w stolicy Wielkiej Brytanii Londynie (Whistle Punks) i Polsce w Krakowie (Axe Nation). Ten w Polsce jest pierwszym członkiem IATF w Europie (dołączył w 2017 roku). Od tego czasu IATF została organizacją międzynarodową i zmieniła nazwę z NATF na IATF. 
W 2020 roku rzucanie siekierą jest już powszechnym hobby sportowym i rozrywkowym w Europie. Jest to idealny sport na wieczory kawalerskie, panieńskie, integrację firmową i wiele innych wydarzeń. Kluby rzucania siekierami znajdują się w Wielkiej Brytanii, Polsce, Francji, Słowenii, Hiszpanii, na Węgrzech, w Belgii, Holandii.
Najtańsze sesje rzucania toporem odbywają się w Europie Środkowej i Wschodniej (Polska, Słowenia, Węgry), a ceny zaczynają się od 15 USD za osobę. Jadąc na zachód, ceny rosną nawet do 100 USD za osobę.

## Polska
Pierwszy klub rzucania siekierami w Polsce (Axe Nation) powstał z końcem 2016 roku w Krakowie. Firma ta ma także swoje kluby w Warszawie i Szczecinie. Powstały prócz tego inne, nowe kluby we Wrocławiu (7siekier), Łodzi (Na siekiery) i Krakowie (Bad Axe). W każdym z tych klubów, osoby rzucające siekierami mogą dołączyć do ligi rzucania siekierami by rywalizować z innymi graczami. Do międzynarodowych lig IATF należą kluby Axe Nation, natomiast do ligi WATL należą wrocławski klub 7siekier oraz łódzkie Na siekiery.  
W 2021 roku zostały zorganizowane pierwsze mistrzostwa Polski w rzucaniu siekierami w warszawskim klubie Axe Nation. W zawodach mogli brać udział członkowie ligi Axe Nation oraz wszyscy chętni zawodnicy należący do innych organizacji lub niezwiązani z żadnym klubem amatorzy. Mistrzostwa odbyły się na zasadach IATF, gdzie wyłoniony został pierwszy mistrz Polski – Łukasz Bukowski.  
Polska na arenie międzynarodowej wypada dobrze, a szczególnie Kraków, zawodnicy są w 15–20% najlepszych zawodników świata. 

## Zabezpieczenia
Sport rzucania toporem dotyczy potencjalnie niebezpiecznej broni, więc obszar rzucania musi być zawsze profesjonalnie zabezpieczony. Jeśli za celem znajduje się otwarta przestrzeń, wówczas należy zapobiec możliwości wejścia do tego obszaru. Obszar rzutów należy oznaczyć przy użyciu specjalnych linii oraz siatki zabezpieczającej. Apteczka i osoba przeszkolona w zakresie pierwszej pomocy i resuscytacji powinny być pod ręką w razie nagłej potrzeby. W przypadku zawodów na obszarach wiejskich i odległych należy podać lokalizację GPS w razie nagłej potrzeby udzielenia pomocy przez ratowników medycznych.
Wszystkie kluby należące do międzynarodowych organizacji na przykład IATF lub WATL są zobowiązane do przestrzegania odgórnie narzuconych zasad budowy lokalu, zabezpieczenia torów, wymiarów i atestów siekier oraz aby dostać licencję i zostać członkiem wyżej wymienionych federacji lokal musi zostać odebrany i certyfikowany, jak również spełniać międzynarodowe standardy bezpieczeństwa. 

## Amatorskie organizacje
Stowarzyszeniem dla niekomercyjnych klubów sportowych rzucających toporem w Europie jest Europejski Klub Rzucania „Flying Blades” (EuroThrowers). Z ponad 250 bezpośrednimi członkami z 15 krajów, ujednolica on zasady konkurencji dla Europy, których przestrzega ponad 25 klubów członkowskich. Coroczne mistrzostwa świata w rzucaniu nożami i toporami odbywają się co roku w innym kraju.